# Tomorrow, When the War Began (película)
Tomorrow, When the War Began (conocida como Mañana, cuando la guerra empiece en España y Mañana, cuando comience la guerra en Hispanoamérica) es una película bélica de acción y aventuras escrita y dirigida por Stuart Beattie, producida por Andrew Mason y Michael Boughen. Está basada en la novela homónima de John Marsden y es protagonizada por Caitlin Stasey, Rachel Hurd-Wood, Lincoln Lewis, Deniz Akdeniz, Phoebe Tonkin, Chris Pang, Ashleigh Cummings, Andrew Ryan y Colin Friels.
La producción comenzó en septiembre de 2009. El rodaje comenzó el 28 de septiembre de 2009, y concluyó el 6 de noviembre de 2009. La filmación se llevó a cabo en Hunter Region, Blue Montains, y en Nueva Gales del Sur. Fue estrenada en Australia y Nueva Zelanda sobre el 2 de septiembre de 2010 y en Reino Unido el 8 de abril de 2011.
Dadas las similitudes de la trama, la película podría considerarse una versión australiana de Red Dawn, dirigida por John Milius en 1984 y su remake del 2012 de Dan Bradley.

## Argumento
La película comienza con una grabación de Ellie Linton (Caitlin Stasey), quien a través de la cinta nos relata la historia. Todo comienza cuando Ellie, una estudiante de secundaria, se embarca en un viaje de acampada con su mejor amiga de la infancia; Corrie Mackenzie (Rachel Hurd-Wood); junto al novio de Corrie y Kevin Holmes (Lincoln Lewis). También les acompaña Homer Yannos (Deniz Akdeniz), el camorrista vecino de Ellie; además de un antiguo compañero de clase llamado Lee Takkam (Chris Pang); Robyn Mathers (Ashleigh Cummings) y la tímida Fiona "Fi" Maxwell (Phoebe Tonkin). Después de conducir el Land Rover Defender 1984 de los padres de Ellie hasta la montaña, caminan hasta un remoto valle conocido como "El Infierno".
Durante su primera noche de acampada, Ellie se despierta a causa del ruido de unos aviones militares surcando el cielo, los cuales también dejan tras de sí un olor a combustible. Después de dos días de acampada y al llegar de nuevo la ciudad, el grupo encuentra sus casas abandonadas, sin electricidad, sin Internet y las líneas telefónicas desconectadas. Desde la colina que domina la casa de Robyn, el grupo considera que las únicas luces de la ciudad están en el hospital y el recinto ferial. Al llegar al recinto ferial, se encuentran con que los ciudadanos de la ciudad se encuentran detenidos. Ellie es testigo de como un hombre es ejecutado con un disparo en la cabeza, ella se retira con tanta rapidez que es descubierta por uno de los reflectores. Ellos huyen, pero son perseguidos por los soldados en el patio trasero de una de las casas. Ellie, con la camiseta de Kevin y el tanque de combustible de un tractor, crea una explosión que elimina al equipo de soldados que perseguía.
A su regreso a casa de Corrie, se encuentran con que Lee y Robyn han desaparecido. Al día siguiente, Ellie y Corrie ven como un caza australiano (un F/A-18E Super Hornet) es derribado por aviones no identificados. En la noche, mientras que en el interior de la casa el equipo se reúne para planificar su regreso a "El Infierno", un helicóptero enemigo lleva a cabo un examen minucioso de la casa. Homer dispara al helicóptero y le causa daños en uno de los focos, el helicóptero se retira después de lanzar bengalas alrededor de la casa para marcar el objetivo. Al cabo de unos minutos, llegan un par de aviones que lanzan misiles sobre la casa y esta estalla por los aires. Debido a esto, el grupo apenas logra escapar con vida.
Esa noche, Ellie y Homer se cuelan de nuevo en la ciudad y se encuentran con Robyn en su casa. Lee ha sido herido, y está siendo tratado por el Dr. Clements (Colin Friels), el dentista local, quien les informa que las fuerzas invasoras están trayendo su equipo y sus vehículos a través de la Bahía de Cobbler sobre el puente Wirrawee. Después de una breve lucha con un par de soldados armados, Robyn, Homer, Lee y Ellie logran llegar a casa de Corrie y ellos deciden regresar a "El Infierno".
En el camino, se detienen en una casa al azar y son recibidos por su compañero de escuela Chris Lang (Andrew Ryan), que es increíblemente drogadicto y no tiene idea de que hay una guerra. Después de una Ellie desatara una fuerte discusión con Chris, este se une al grupo y vuelven a "El Infierno", con planes de usarlo como un escondite aislado en donde las fuerzas del enemigo no los puedan encontrar. Una vez allí, se oye una transmisión de radio que revela que Australia ha sido invadida por "Los países de la coalición" de la vecina Asia, que creen tener derecho a los vastos recursos naturales del país y la riqueza a fin de mantener sus poblaciones en crecimiento. La transmisión también revela cuales son los tres principales puertos que están utilizando los invasores, y que la única salida y entrada del pueblo es el puente Heron. Debido a esto, el grupo empieza a hacer planes para poder destruir el puente.
El grupo se cuela de nuevo a Wirrawee, y elaboran un plan para hacer estallar el puente de Heron. Ellie y Fi roban un camión con tanque de gasolina del depósito. Lo aparcan cerca del puente y, mientras que esperan a que el resto del equipo tome sus posiciones. Después de ser descubiertos por los guardias, se apresuran para impulsar el tanque por debajo del puente. El plan era que Homer y Lee se adelantaran para asustar a una gran cantidad de ganado bovino y hacer que los centinelas abandonen sus puestos, lo que permitiría a Ellie y Fi estacionar el camión cisterna bajo el puente.
El plan sale bien, excepto porque Corrie recibe un disparo en el costado derecho (de uno de los centinelas que custodiaban el puente). A pesar del riesgo que corrían, Kevin decide acompañar a su novia, Corrie, al hospital y permanecer a su lado, mientras que el resto del grupo regresa a "El Infierno". Entonces, Ellie termina la grabación, mostrando que la guerra sigue en curso, la necesidad de luchar y que aún no los han encontrado y que, además, están decididos a seguir luchando hasta el final.

## Reparto

### Principales
- Caitlin Stasey como Ellie Linton.
- Rachel Hurd-Wood como Corrie Mackenzie.
- Lincoln Lewis como Kevin Holmes.
- Deniz Akdeniz como Homer Yannos.
- Chris Pang como Lee Takkam.
- Ashleigh Cummings como Robyn Mathers.
- Phoebe Tonkin como Fiona "Fi" Maxwell.

### Recurrentes
- Don Halbert como Sr. Linton.
- Olivia Pigeont como Sra. Linton.
- Andrew Ryan como Chris Lang.
- Kelly Butler como Sra. Maxwell.
- Julia Yon como Sra. Takkam.
- Dan Carson como Sr. Mathers.
- Matthew Dale como Sr. Cole.
- Colin Friels como Dr. Clements.

## Producción

### Desarrollo
En junio de 2009, Screen Australia anunció que financiaría el desarrollo del largometraje que se produciría a partir de la novela, que sería escrita y dirigida por el guionista Stuart Beattie. La película se estrenó el 2 de septiembre de 2010. La respuesta de la crítica a la película fue mixta y no logró encontrar una audiencia en el extranjero.

### Rodaje
El rodaje comenzó en Hunter Region de Nueva Gales del Sur, Australia, el 28 de septiembre de 2009, con un rodaje temprano en Dungog. Raymond Terrace fue elegido como un lugar importante para la producción de la película, ya que es "una gran ciudad rural". La histórica King Street, la antigua calle principal de la ciudad, se transformó de un lugar normalmente tranquilo en Main Street, Wirrawee. La calle comenzó su transformación en septiembre de 2009, con áreas ambientadas que incluyen el "Wirrawee Cinema" y el restaurante tailandés de la familia Lee. El rodaje comenzó en King Street el 21 de octubre de 2009 y continuó hasta el 27 de octubre de 2009. El rodaje en otros lugares de la ciudad terminó el 6 de noviembre de 2009. Otros lugares de rodaje fueron Maitland, Blue Montains y el puente Luskintyre. Fox Studios también se utilizó sitio en Sídney. Las explosiones de la casa y el puente fueron filmadas, reducidas, en Terrey Hills en el norte de Sídney.

## Recepción

### Crítica
El sitio web de agregación de reseñas Rotten Tomatoes informa que el 64% de los críticos le han dado a la película una reseña positiva basada en 54 reseñas, con una calificación promedio de 5.6 / 10. El consenso del sitio es que "Si bien el guion no es sorprendente y los problemas raciales de la historia persisten, esta adaptación del libro de John Marsden es una aventura emocionante y llena de acción que debería complacer a los fanáticos de la serie". En Metacritic, la película tiene una puntuación del 54% según las críticas de 5 críticos, lo que indica "críticas mixtas o promedio".
Marc Fennell de Triple J escribió que Mañana, cuando empiece la guerra tiene "una actuación irregular, una acción fantástica y algunas chispas de humor en una película que solo emite el más leve rastro de una nación xenófoba aterrorizada de ser invadida". Margaret Pomeranz de At the Movies escribió que "Stuart Beattie maneja bien la acción; creo que es menos experto en manejar el desarrollo del personaje, pero estoy seguro de que los numerosos fanáticos del libro estarán satisfechos con la película". Una reseña del Australian Special Broadcasting Service fue menos generosa, señalando paralelismos con la película Red Dawn de 1984, protagonizada por Charlie Sheen y Patrick Swayze. Llamó a la trama débil y al final una decepción.

### Taquilla
A pesar de no acercarse a su presupuesto de 27 millones de dólares australianos, la película fue popular en la taquilla de Australia y Nueva Zelanda, aunque a nivel internacional tuvo mucho menos éxito. En Australia, la película debutó en el No. 1 y ganó $ 3.86 millones durante su primer fin de semana y recaudó NZ $ 358.653 en su debut No. 1 en Nueva Zelanda. En dos semanas, la película recaudó más de $ 7.7 millones en Australia para convertirse en la película nacional más taquillera de 2010. Paramount Pictures adquirió los derechos de distribución para el Reino Unido, Rusia, Sudáfrica, Portugal y Escandinavia y dijo que tras su adquisición que "esperan poder llevar esta historia a audiencias internacionales". La película ganó más de $ 13,5 millones en la taquilla australiana, pero "no logró encontrar una audiencia internacional" y ganó un total de menos de $ 3 millones en el resto del mundo combinado. Esto incluyó $ 341,995 en el Reino Unido y $ 1,026,705 en Nueva Zelanda.

### Premios
| Premio                                       | Categoría                  | Persona                                                 | Resultado |
| -------------------------------------------- | -------------------------- | ------------------------------------------------------- | --------- |
| Inside Film Awards de 2010                   | Best Feature Film          |                                                         | Ganadora  |
| Inside Film Awards de 2010                   | Mejor guion                | Stuart Beattie                                          | Ganador   |
| Inside Film Awards de 2010                   | Mejor banda sonora         |                                                         | Ganador   |
| Inside Film Awards de 2010                   | Mejor actriz               | Caitlin Stasey                                          | Ganadora  |
| Premio Australian Screen Sound Guild de 2010 | Banda sonora del año       |                                                         | Ganador   |
| Premio Australian Screen Sound Guild de 2010 | Mejor grabación de sonido  | David Lee, Gerry Nucifora, Emma Barham                  | Ganador   |
| Premios AACTA                                | Mejor guion adaptado       | Stuart Beattie                                          | Ganador   |
| Premios AACTA                                | Mejor sonido               | Andrew Plain, David Lee, Gethin Creagh, Robert Sullivan | Ganador   |
| Premios AACTA                                | Mejor película             | Andrew Mason, Michael Boughen                           |           |
| Premios AACTA                                | Mejor joven actor          | Ashleigh Cummings                                       | Nominada  |
| Premios AACTA                                | Premio Readers' Choice     | Andrew Mason, Michael Boughen                           | Nominado  |
| Premios AACTA                                | Premio Members' Choice     | Andrew Mason, Michael Boughen                           | Nominado  |
| Premios AACTA                                | Mejor montaje              | Marcus D'Arcy                                           | Nominado  |
| Premios AACTA                                | Mejor diseño de producción | Robert Webb, Michelle McGahey, Damien Drew, Bev Dunn    | Nominado  |
| Premios AACTA                                | Mejores efectos visuales   | Chris Godfrey, Sigi Eimutis, Dave Morely, Tony Cole     | Nominado  |
| 19th Film Critics Circle of Australia Awards | Mejor película             | Liz Watts                                               | Nominada  |
| 19th Film Critics Circle of Australia Awards | Mejor director             | Stuart Beattie                                          | Nominado  |
| 19th Film Critics Circle of Australia Awards | Mejor guion                | Stuart Beattie                                          | Nominado  |
| 19th Film Critics Circle of Australia Awards | Mejor fotografía           | Ben Nott                                                | Nominado  |
| 19th Film Critics Circle of Australia Awards | Mejor edición              | Marcus D'Arcy                                           | Nominado  |

## Banda sonora
1. Steer - Missy Higgins
2. The Honeymoon Is Over - The Cruel Sea
3. Cosmic Egg - Wolfmother
4. Restaurant Piano - Guy Gross
5. Fader - The Temper Trap
6. Don't You Think It's Time? - Bob Evans
7. Black Hearts (On Fire) - Jet
8. Poison in Your Mind - Powderfinger
9. Tomorrow - Nic Cester, Davey Lane & Kram
10. Flame Trees - Sarah Blasko
11. All Music - Johnny Klimek

## Formato casero
Las ediciones en DVD y Blu-ray de la película se lanzaron el 30 de diciembre de 2010. Ambas ediciones se lanzaron en pantalla ancha y tienen características especiales adicionales. Algunas tiendas australianas lanzaron el DVD de la película antes de lo esperado el 21 de diciembre de 2010, nueve días antes de la fecha de lanzamiento oficial. Esto fue confirmado más tarde por la página oficial de Facebook de la película. Las características especiales incluyen la vista de John Marsden y un final alternativo.
Mañana, cuando la guerra empiece ahora tiene el récord de las mayores ventas en la primera semana de una película australiana producida y financiada de forma independiente después de vender casi 105.000 copias en DVD desde su lanzamiento el 30 de diciembre. El récord anterior lo tenía la película animada Happy Feet de George Miller, que vendió alrededor de 95.000 copias en su primera semana de 2007.

## Adaptaciones

### Secuela cancelada
En septiembre de 2010, el productor ejecutivo Christopher Mapp declaró que podría haber dos secuelas, basadas en las novelas Los muertos de la noche y El tercer día, la escarcha. También afirmó que puede haber una serie de televisión, adaptando el resto de la serie de libros. En diciembre de 2010,The Age informó que Los muertos de la noche había recibido luz verde para la producción, que comenzaría una vez que se completara el guion de Stuart Beattie, con un lanzamiento programado para 2012. El rodaje debía comenzar en septiembre de 2011, pero el 20 de noviembre de 2011, el Daily Telegraph de Sídney informó que la secuela aparentemente había sido cancelada. Lincoln Lewis dijo: "En esta etapa, no parece que vaya a seguir adelante". En diciembre de 2011, la página oficial de Facebook publicó que Kieran Darcy-Smith está trabajando en un guion para una secuela. En agosto de 2012, los productores anunciaron que esperaban que la filmación comenzara a principios de 2013.

### Miniserie
Después de varios años sin noticias sobre la secuela, en 2015 se anunció que se estaba preparando una adaptación a miniserie. El elenco de la adaptación cinematográfica no repitió sus papeles. La miniserie consta de seis episodios y se emitió en ABC3. El rodaje tuvo lugar del 14 de septiembre al 13 de noviembre de 2015 en Melbourne y se estrenó el 23 de abril de 2016.